# (58217) Peterhebel
(58217) Peterhebel est un astéroïde de la ceinture principale.

## Description
(58217) Peterhebel est un astéroïde de la ceinture principale. Il fut découvert le 24 septembre 1992 à Tautenburg par Lutz Dieter Schmadel et Freimut Börngen. Il présente une orbite caractérisée par un demi-grand axe de 2,61 UA, une excentricité de 0,21 et une inclinaison de 2,8° par rapport à l'écliptique.

## Compléments